# Androsace elongata
Androsace elongata là một loài thực vật có hoa trong họ Anh thảo. Loài này được L. mô tả khoa học đầu tiên năm 1763.

## Hình ảnh

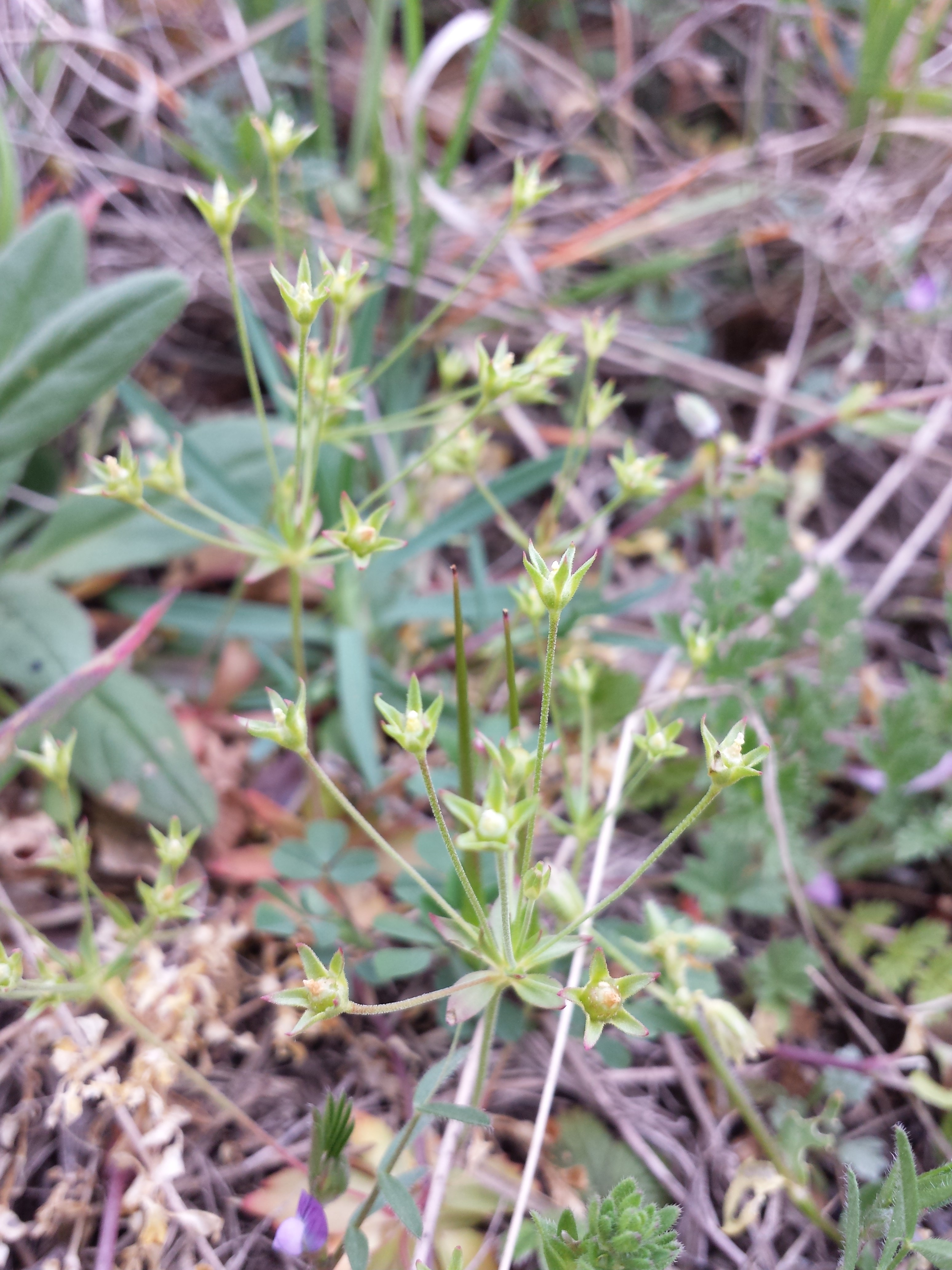
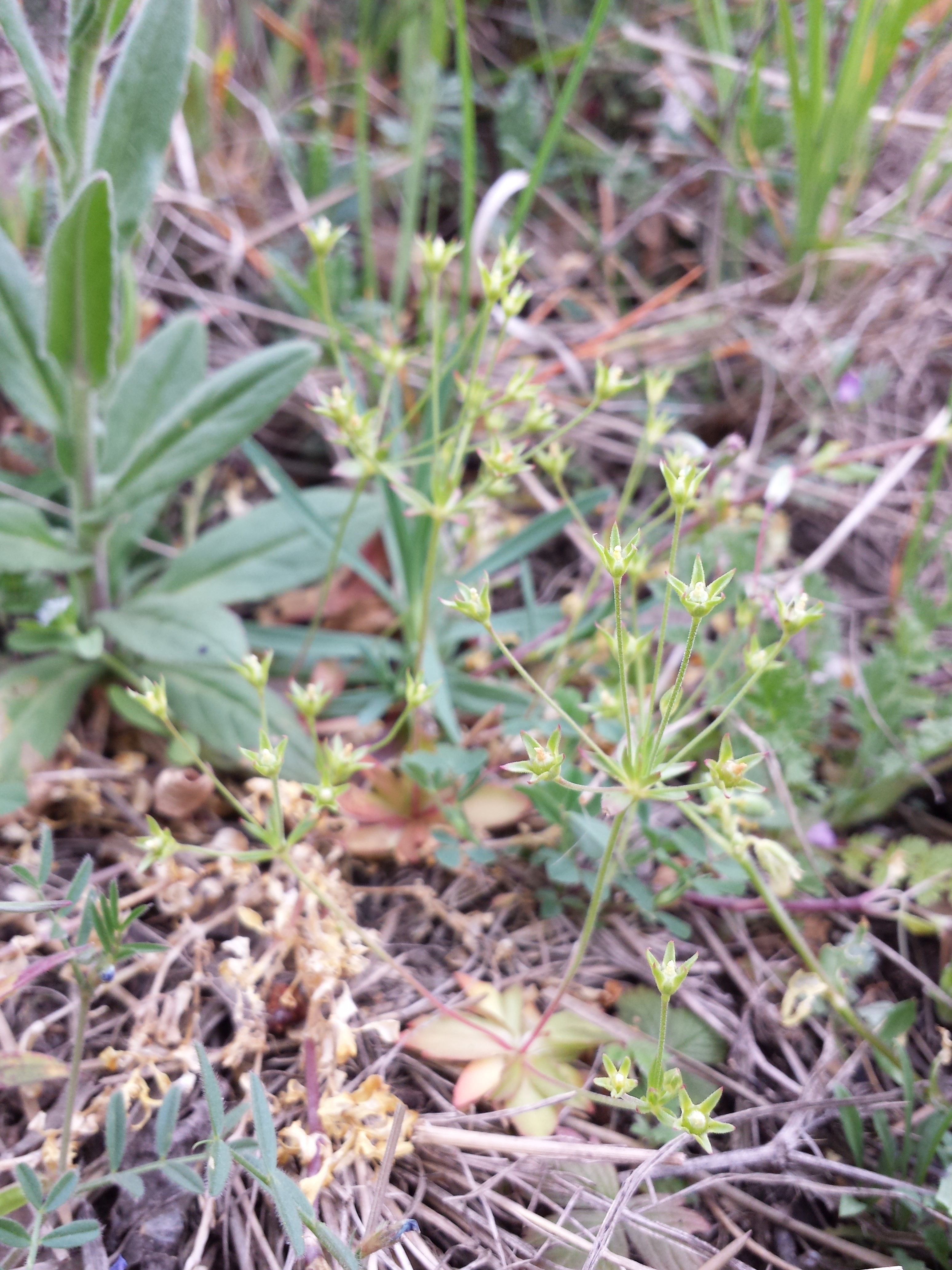
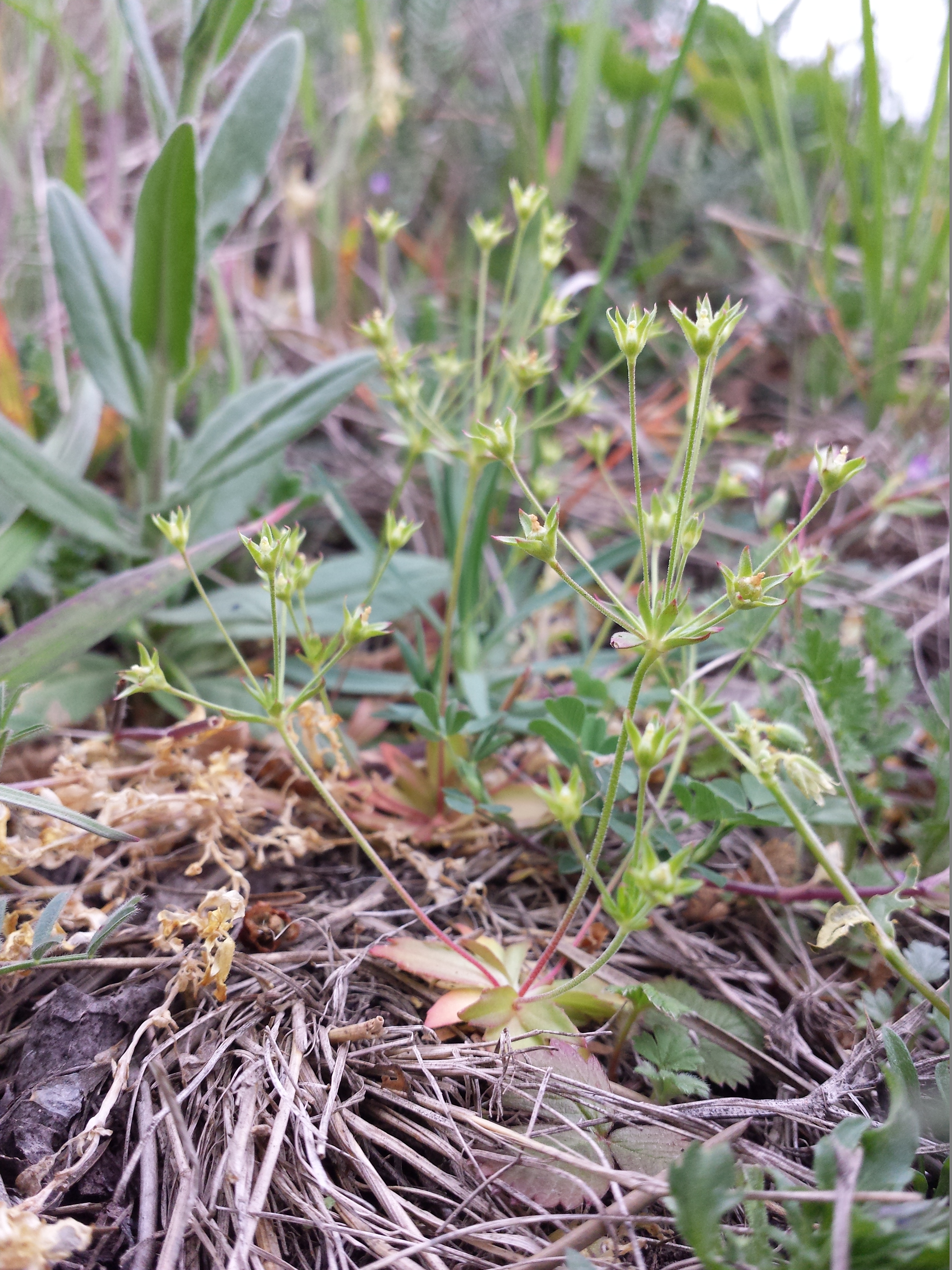